# Chichibio

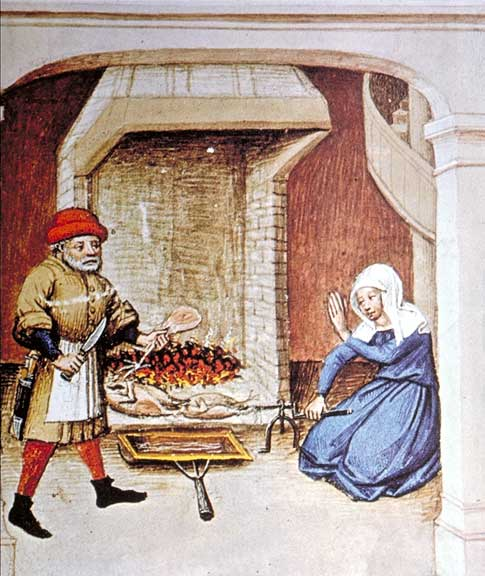
Miniatura della novella Chichibìo e la gru.

Chichibìo è un cuoco veneziano, personaggio immaginario che appare nella novella Chichibìo e la gru, IV novella della VI giornata del Decameron di Giovanni Boccaccio.
Il tema di questa giornata (la cui regina è Elissa) concerne le risposte argute e la loro efficacia. La narratrice di questa novella è Neifile.

## Personaggi della novella
Chichibìo
Protagonista della storia e cuoco veneziano di Currado Gianfigliazzi, Chichibìo è un giovane umile, intelligente, arguto, furbo, fortunato, ironico e un po’ sfacciato, innamorato di Brunetta.
Brunetta
Ragazza di cui Chichibìo è innamorato e che lo persuade furbamente affinché lui le dia una coscia della gru di Currado.
Currado Gianfigliazzi
Signore fiorentino proveniente da una famiglia di ricchi banchieri che durante una battuta di caccia nei pressi di Peretola trova una gru grassa e fresca e la porta con sé per farla cucinare al suo cuoco di fiducia, Chichibio. 
Ospiti
Ospiti presenti la sera della cena durante la quale Currado nota la mancanza di una coscia della gru e chiede spiegazioni al cuoco.

## Trama
Currado Gianfigliazzi, durante una battuta di caccia, trova una gru grassa e fresca, e la porta con sé per farla cucinare dal suo cuoco di fiducia, il veneziano Chichibìo, un uomo piuttosto vanesio e chiacchierone, che si mette subito al lavoro. La gru viene cucinata perfettamente, e il suo profumo attira Brunetta, la ragazza di cui Chichibio è innamorato. La fanciulla, affamata, chiede di mangiare una coscia della gru, e insiste fino ad averla vinta, minacciandolo di non poter mai avere le sue grazie se non avrà la coscia della gru. Inizialmente Chichibio deve rifiutare e lo fa cantando, ma poi cede.
Così, il giorno della cena, Currado si vede servire la gru con una sola coscia, e chiede spiegazioni a Chichibio, il quale gli risponde prontamente che le gru hanno una gamba sola. Currado, ben sapendo che le gru hanno due zampe litiga con il cuoco e promette che se lui avesse avuto ragione l’avrebbe ucciso e quindi  ordina a Chichibìo di andare con lui il giorno successivo alla ricerca dei volatili, allo scopo di verificare l’affermazione del cuoco, lasciando cadere la cosa per non discutere davanti ai suoi ospiti. L'indomani, durante il tragitto, Chichibio è spaventato all'idea della punizione che riceverà una volta messo davanti alla verità e allo smascheramento della sua bugia, ma arrivati al fiume, i due vedono dodici gru che dormono, ritte su una zampa sola: all'apparente trionfo di Chichibìo, Currado batte le mani facendo "ho...ho". Le gru, spaventate, spiccano il volo tirando fuori l'altra zampa.
Chichibìo risponde, non sapendo più come giustificarsi, che se Currado avesse urlato allo stesso modo anche a quella cotta, anch'essa avrebbe tirato fuori la seconda zampa. Questa risposta diverte così tanto Currado che la sua ira si converte subito in risate e i due si riappacificano.

## Commento
Con questa novella ci si ritrova di fronte all’illustrazione di due mondi completamente diversi: da una parte si ha la nobiltà e dall’altra il mondo popolare.
Nel mondo della nobiltà risiede una certa cortesia, come quella che Currado dimostra di avere sempre nel corso di tutta la novella; mentre nel mondo popolare si hanno delle tonalità completamente diverse, come ad esempio il fatto che la scena amorosa si svolga nella cucina.
Successivamente si può notare il fatto che Chichibio sia veneziano e venga descritto piuttosto frivolo e vanitoso, e non è però l’unico veneziano all’interno del Decameron che viene descritto in tal modo. Questo perché è presente una certa rivalità tra Venezia e Firenze, a causa di motivazioni commerciali e politiche.
Infine questa novella si può definire “di motto”, perché si gioca su una battuta, motto o arguta risposta conclusiva che cambia e stravolge le intenzioni e i sentimenti dei personaggi e risolve una situazione difficile, dimostrando l’intelligenza del protagonista.